# Amphoe Sathing Phra
Amphoe Sathing Phra (thailändisch อำเภอ สทิงพระ) ist ein  Landkreis (Amphoe – Verwaltungs-Distrikt) im Norden der Provinz Songkhla. Die Provinz Songkhla liegt in der Südregion von Thailand an der Küste zum Golf von Thailand.

## Geographie
Benachbarte Distrikte und Gebiete (von Süden im Uhrzeigersinn): Amphoe Singhanakhon in der Provinz Songkhla, Amphoe Pak Phayun in der Provinz Phatthalung sowie die Amphoe  Krasae Sin und Ranot wieder in Songkhla. Im Osten liegt der Golf von Thailand.
Der westliche Teil des Landkreises ist das Ufer des Thale Luang, der nördliche Teil das des Songkhla-Sees.

## Sehenswürdigkeiten
- Im Landkreis Sathing Phra gibt es zwei sehenswerte Strände:
  - Maharat Beach (Thai: หาดมหาราช) – 2 km nordöstlich der Kreishauptstadt im Tambon Chathing Phra, feinsandig und ruhig, mit Kiefern bestanden.
  - Sathing Phra Beach (Thai: หาดสทิงพระ) – im Tambon Kradang-nga.

## Geschichte
Der ursprüngliche Name des Kreises war Chathing Phra, er wurde aber im Jahr 1961 in Sathing Phra umbenannt.

## Verwaltung

### Provinzverwaltung
Amphoe Sathing Phra ist in elf Unterbezirke (Tambon) eingeteilt, welche weiter in 79 Dorfgemeinschaften (Muban) unterteilt sind.
| Nr. | Name          | Thai    | Dörfer | Einw. |
| --- | ------------- | ------- | ------ | ----- |
| 01. | Chathing Phra | จะทิ้งพระ | 7      | 6.258 |
| 02. | Kradang-nga   | กระดังงา | 7      | 4.546 |
| 03. | Sanam Chai    | สนามชัย  | 5      | 3.909 |
| 04. | Di Luang      | ดีหลวง   | 8      | 3.430 |
| 05. | Chumphon      | ชุมพล    | 7      | 5.338 |
| 06. | Khlong Ri     | คลองรี   | 9      | 3.610 |
| 07. | Khu Khut      | คูขุด     | 9      | 5.181 |
| 08. | Tha Hin       | ท่าหิน    | 9      | 4.102 |
| 09. | Wat Chan      | วัดจันทร์  | 6      | 3.714 |
| 10. | Bo Daeng      | บ่อแดง   | 6      | 4.794 |
| 11. | Bo Dan        | บ่อดาน   | 6      | 3.661 |

### Lokalverwaltung
Sathing Phra (เทศบาลตำบลสทิงพระ) ist eine Kleinstadt (Thesaban Tambon) im Landkreis, sie besteht aus Teilen des Tambon Chathing Phra.
Außerdem gibt es elf „Tambon-Verwaltungsorganisationen“ (TAO, องค์การบริหารส่วนตำบล) für die Tambon oder die Teile von Tambon im Landkreis, die zu keiner Stadt gehören.